# Tango Gameworks
Tango Gameworks es una empresa de desarrollo de videojuegos fundada en Japón con sede en Tokio. Fue fundada el 1 de marzo de 2010, por Shinji Mikami, el creador de la serie de videojuegos de horror de supervivencia Resident Evil. Tango Gameworks era una filial de ZeniMax Media.

## Historia
Tango Gameworks se inauguró oficialmente el 1 de marzo de 2010, por Shinji Mikami, el creador de la serie Resident Evil. En ese momento, el estudio solo había tenido 13 empleados, pero se informó en 2012 que el estudio tenía ya 65 empleados. Mikami espera tener alrededor de 100 diseñadores en total.
El 28 de octubre de 2010, se anunció que Tango Gameworks había sido adquirido por ZeniMax Media Inc., Empresa matriz de juegos de los editores de Bethesda Softworks.
El 25 de abril de 2012, Tango Gameworks anunció su primer proyecto con nombre en código Zwei, más tarde llamado The Evil Within, que volvería a Mikami al género del horror de supervivencia.
Microsoft anunció el 21 de septiembre de 2020 que había acordado adquirir ZeniMax por 7,5 mil millones de dólares, y que el acuerdo se cerraría en la segunda mitad de 2021. El 9 de marzo de 2021 se cerró la compra por parte de Microsoft.
En febrero de 2023, fue anunciado que Shinji Mikami se marcharía del estudio. En mayo de 2024, Matt Booty, presidente de contenidos de Xbox Studios, anunció el cierre de Tango Gameworks.

## Personal
Tango Gameworks cuenta con empleados de Grasshopper Manufacture, PlatinumGames, Clover Studio y Capcom. Después de que Game Republic cerró en 2011, Tango contrató a muchos de sus empleados.

## Juegos
| Título            | Fecha de Lanzamiento  | Plataforma                                                          | Ref   |
| ----------------- | --------------------- | ------------------------------------------------------------------- | ----- |
| The Evil Within   | 14 de octubre de 2014 | PlayStation 4, Xbox One, Microsoft Windows, Xbox 360, PlayStation 3 |       |
| The Evil Within 2 | 17 de octubre de 2017 | PlayStation 4, Xbox One, Microsoft Windows                          |       |
| Ghostwire: Tokyo  | 2022                  | PlayStation 5, Microsoft Windows, Xbox Series X/S                   |       |
| Hero Dice         | 2022                  | iOS, Android                                                        | [ 6 ] |
| Hi-Fi Rush        | 2023                  | Xbox Series X/S, Microsoft Windows, PlayStation 5                   |       |